# Foot Ball Club Spezia 1906 1957-1958
Questa voce raccoglie le informazioni riguardanti il Foot Ball Club Spezia 1906 nelle competizioni ufficiali della stagione 1957-1958.

## Stagione
Nella stagione 1957-1958 lo Spezia disputa il girone A del campionato di IVª Serie Prima Categoria, un torneo a 16 squadre che promuove le prime sei della classifica in Serie C. Con 45 punti gli aquilotti vincono il campionato con 8 punti di vantaggio sul Casale secondo classificato. Salgono in Serie C con le prime due anche il Varese, il Piacenza, l'Arezzo e la Lucchese.
In questa stagione da mettere in cornice, il tandem formato dal presidente Enrico Bertorello e dal direttore sportivo Luigi Scarabello, con Carlo Scarpato in panchina, regalano allo Spezia una stagione indimenticabile. Arrivano gli attaccanti Giovanni Mangini dal Pavia, Mario Castellazzi dalla Cremonese, Giovanni Corti dal Pavia autore di 20 reti in stagione, l'ala Giacomo Persenda dal Savona che realizzerà 17 reti, il portiere Gregorio Persi dalla Carrarese. Nel corso della stagione esordisce in prima squadra un portierino diciottenne che farà molta strada Enrico Albertosi. In campionato lo Spezia non ha avversari, segna a raffica e la Serie C diventa strada facendo sempre più una certezza, dopo aver trascorso sei anni nelle categorie inferiori. Finito il campionato a giugno nelle finali per assegnare lo scudetto di categoria, lo Spezia affronta l'Ozo Mantova ed il Cosenza che hanno vinto i gironi B e C, finiscono tutte in parità con quattro punti e la F.I.G.C. assegna ex aequo il tricolore di IVª Serie.

## Rosa
| N. |                   | Ruolo | Calciatore            |
| -- | ----------------- | ----- | --------------------- |
|    | Italia (bandiera) | P     | Enrico Albertosi      |
|    | Italia (bandiera) | C     | Giuseppe Bumbaca      |
|    | Italia (bandiera) | C     | Franco Buscaglione    |
|    | Italia (bandiera) | C     | Mario Castellazzi     |
|    | Italia (bandiera) | A     | Gianni Corelli        |
|    | Italia (bandiera) | A     | Giovanni Corti        |
|    | Italia (bandiera) | D     | Benito Crivellente    |
|    | Italia (bandiera) | C     | Domenico De Dominicis |
|    | Italia (bandiera) | P     | Franco Dinelli        |

| N. |                   | Ruolo | Calciatore         |
| -- | ----------------- | ----- | ------------------ |
|    | Italia (bandiera) | A     | Bruno Franceschina |
|    | Italia (bandiera) | D     | Ferruccio Incerti  |
|    | Italia (bandiera) | C     | Giovanni Mangini   |
|    | Italia (bandiera) | D     | Bruno Pastorino    |
|    | Italia (bandiera) | A     | Giacomo Persenda   |
|    | Italia (bandiera) | P     | Gregorio Persi     |
|    | Italia (bandiera) | A     | Giordano Saporetti |
|    | Italia (bandiera) | C     | Antonio Scabin     |
|    | Italia (bandiera) | D     | Gianni Zennaro     |

## Risultati

### Girone di andata
| Arbitro: | Ferrari (Milano) |

|                         |           |                         |
| Mancini 14’ Plebani 33’ | Marcatori | 62’ (rig.) Franceschina |

| Arbitro: | Bianchi (Modena) |

|                   |           |  |
| Persenda 12’, 54’ | Marcatori |  |

| Arbitro: | Gizzi (Roma) |

|  |           |           |
|  | Marcatori | 80’ Corti |

| Arbitro: | Beccai (Firenze) |

|                                               |           |  |
| Corti 9’ Persenda 30’ Corelli 47’ Mangini 85’ | Marcatori |  |

| Arbitro: | Angelini (Lugo di Romagna) |

|            |           |                            |
| Toschi 47’ | Marcatori | 44’ Persenda 72’ Saporetti |

| Arbitro: | Troise (Roma) |

|                                          |           |  |
| Castellazzi 28’ Persenda 34’ Corelli 84’ | Marcatori |  |

| Arezzo 10 novembre 1957 7ª giornata |                     | 0 – 0 | Spezia | Stadio Comunale di Via Gramsci\| Arbitro: \| Stanzione (Salerno) \| |
| Arbitro:                            | Stanzione (Salerno) |       |        |                                                                     |

| Arbitro: | Ambrosio (Roma) |

|                                 |           |  |
| Persenda 6’, 83’ Corti 39’, 58’ | Marcatori |  |

| Arbitro: | Andujar (Novara) |

|                             |           |                                  |
| Berini 79’ (rig.) Galli 87’ | Marcatori | 13’, 42’ Corti 29’, 59’ Persenda |

| Arbitro: | Delitala (Roma) |

|                            |           |                          |
| Franceschina 47’ Corti 49’ | Marcatori | 28’ Paolani 84’ Bronzoni |

| Arbitro: | Negri (Monza) |

|                              |           |                              |
| Tanganelli 35’ Mantovani 53’ | Marcatori | 76’ Corelli 79’ Franceschina |

| Arbitro: | Capodagli (Ravenna) |

|                            |           |           |
| Corelli 17’, 27’ Corti 78’ | Marcatori | 31’ Ferri |

| Varedo 5 gennaio 1958 13ª giornata | Lilion Snia Varedo   | 0 – 0 | Spezia | Stadio Comunale\| Arbitro: \| Bellotto (Pordenone) \| |
| Arbitro:                           | Bellotto (Pordenone) |       |        |                                                       |

| La Spezia 19 gennaio 1958 14ª giornata | Spezia            | 0 – 0 | Corbetta | Stadio Alberto Picco\| Arbitro: \| Torcini (Firenze) \| |
| Arbitro:                               | Torcini (Firenze) |       |          |                                                         |

| Arbitro: | Angelini (Lugo di Romagna) |

|                       |           |  |
| Bumbaca 48’ Corti 65’ | Marcatori |  |

### Girone di ritorno
| Arbitro: | Sbardella (Roma) |

|  |           |                                            |
|  | Marcatori | 6’ Cuzzoni 34’ Mancini 87’ (rig.) Ferraris |

| Arbitro: | Ceppi (Milano) |

|                       |           |                  |
| Geremia 75’ Galli 90’ | Marcatori | 7’, 37’ Persenda |

| Arbitro: | Anedda (Parma) |

|                                        |           |  |
| Corti 11’ Castellazzi 12’ Persenda 39’ | Marcatori |  |

| Arbitro: | Capodagli (Ravenna) |

|                     |           |  |
| Poggio 4’ Muzio 58’ | Marcatori |  |

| Arbitro: | Angonese (Mestre) |

|                                         |           |  |
| Persenda 53’, 68’ Mangini 76’ Corti 81’ | Marcatori |  |

| Arbitro: | D'Auria (Salerno) |

|                      |           |                                                             |
| Cesati 59’ Porro 84’ | Marcatori | 9’ Corti 25’ Franceschina 26’, 57’ Persenda 46’ Castellazzi |

| Arbitro: | Cremonesi (Piacenza) |

|                                  |           |  |
| Franceschina 13’ Castellazzi 58’ | Marcatori |  |

| Arbitro: | Francescon (Padova) |

|             |           |                       |
| Ricagni 46’ | Marcatori | 71’ Corti 78’ Corelli |

| Arbitro: | Angelini (Lugo di Romagna) |

|                                            |           |              |
| Corti 42’, 86’ Corelli 58’ Castellazzi 69’ | Marcatori | 52’ Beverina |

| Arbitro: | Berardi (Perugia) |

|           |           |                                          |
| Dossi 79’ | Marcatori | 17’ Castellazzi 67’ Persenda 80’ Corelli |

| Arbitro: | Bolognini (Bologna) |

|                           |           |  |
| Corti 15’ Castellazzi 72’ | Marcatori |  |

| Arbitro: | Angonese (Mestre) |

|               |           |           |
| Galandini 51’ | Marcatori | 50’ Corti |

| Arbitro: | Castracane (Benevento) |

|                                   |           |  |
| Corelli 17’ Mangini 44’ Corti 58’ | Marcatori |  |

| Arbitro: | Marazia (Cuneo) |

|            |           |                   |
| Savino 30’ | Marcatori | 10’ (aut.) Andena |

| Carrara 18 maggio 1958 30ª giornata | Carrarese P. Binelli    | 0 – 0 | Spezia | Stadio Comunale\| Arbitro: \| Cotugno (Civitavecchia) \| |
| Arbitro:                            | Cotugno (Civitavecchia) |       |        |                                                          |